# Łotewski Festiwal Pieśni i Tańca

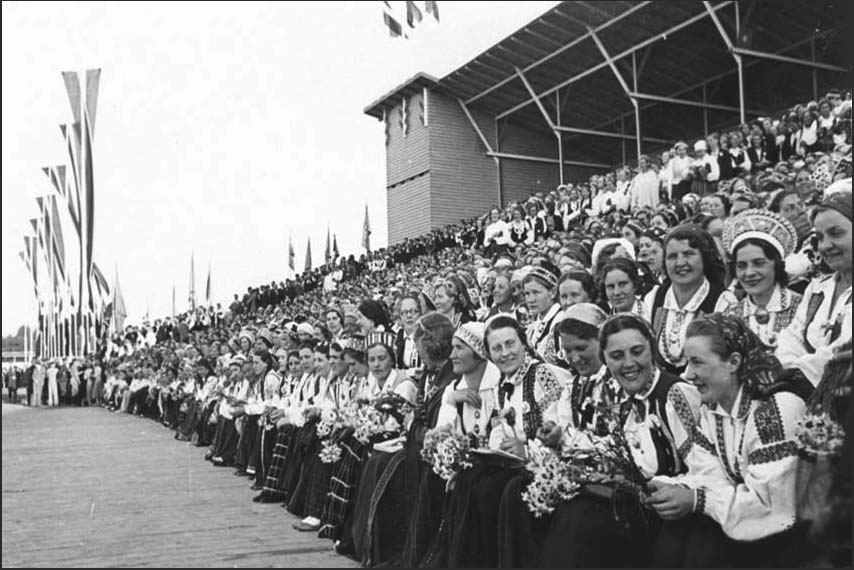
IX Festiwal Łotewskiej Pieśni i Tańca, Ryga 1938 rok

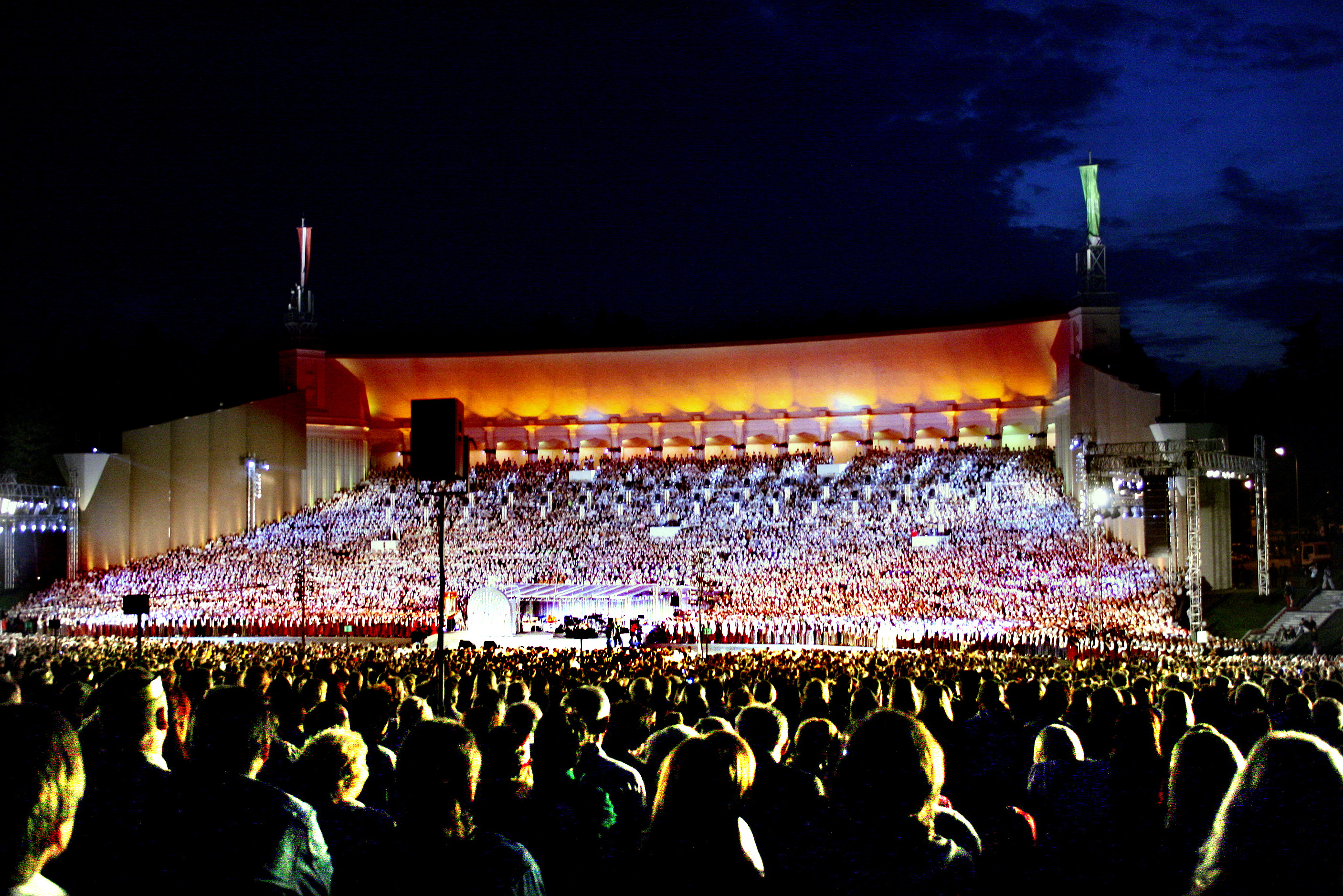
Łotewski Festiwal Pieśni i Tańca, 2008

Łotewski Festiwal Pieśni i Tańca (łot.  Vispārējie latviešu Dziesmu un Deju svētki) – festiwal prezentujący narodowy folklor Łotwy, odbywający się co 5 lat. Jest sposobem wyrażenia tożsamości narodowej przez uczestników. Wydarzenie znajduje się na liście Światowego Dziedzictwa UNESCO.

## Historia
Pierwszy festiwal odbył się w 1873 roku, parę lat po pierwszym takim wydarzeniu w Dorpacie (1869). Uczestniczyło wtedy 1000 śpiewaków. To pierwsze wydarzenie było zainspirowane tak na Łotwie, jak i w Estonii, działalnością niemieckich stowarzyszeń chóralnych oraz rodzącym się narodowym przebudzeniem w tych krajach.
W czerwcu 1940 roku, w czasie kolejnego Święta Pieśni, Armia Czerwona wkroczyła na Łotwę. Prezydent, Kārlis Ulmanis, w komunikacie radiowym do uczestników festiwalu nie ostrzegł wprost przed zmierzającym wrogiem (Łotwa nie przyjęła jeszcze w tamtym momencie ultimatum), jednak silna sugestia nieszczęśliwej przyszłości została zrozumiana przez śpiewaków i słuchaczy. Chóry odśpiewały hymn. Następnego dnia, 17 czerwca, radzieckie bombowce nadleciały nad Rygę.
W czasie radzieckiej okupacji, festiwal odbywał się w kontrolowanej przez władze formie. Dopiero po „śpiewającej rewolucji”, jaka miała miejsce w Estonii, na Łotwie i na Litwie, Łotysze mogli (na festiwalu w 1990 roku) swobodnie prezentować narodowe flagi i śpiewać narodowe pieśni.
W 2014 roku łotewski parlament zatwierdził finałowy dzień festiwalu jako święto, a jeśli data wypada w weekend, dzień po również jest wolny od pracy.

## Charakterystyka
Festiwal organizowany jest latem, trwa tydzień. W festiwalu biorą udział duże i mniejsze – głównie amatorskie – zespoły i grupy folklorystyczne z całego kraju. Śpiewacy i tancerze prezentują na sobie regionalne stroje. Podstawą występu jest wspólny (i częściowo w podgrupach) śpiew chóralny i zsynchronizowana wieloosobowa choreografia na dużej przestrzeni. Wyznaczani są specjalni dyrygenci. Oprócz głównych występów, w programie są też osobne koncerty, a także targi sztuki ludowej, wystawy i spektakle. Finałowy koncert odbywa się od 1955 roku w dzielnicy Mežaparks.
Budynki dla pierwszych 3. festiwali zaprojektował pierwszy łotewski architekt, Jānis Frīdrihs Baumanis. Sceny wybudowano w Rydze: w Ogrodzie Viestura (1873), na Starym Mieście (1880), w Esplanade (1888).
Festiwal jest otwarty dla publiczności, która dołącza np. do wspólnego śpiewu, przychodzi ubrana tradycyjnie lub z tradycyjnym elementem odzieży. W drugiej dekadzie XXI wieku w festiwalu bierze już udział 40 000 uczestników.
Od 1960 roku, co 5 lat, organizuje się Młodzieżowy Festiwal Łotewskiej Pieśni i Tańca.